# Mr. Hankey, the Christmas Poo
«Mr. Hankey, the Christmas Poo» es el décimo episodio de la primera temporada de la serie animada de televisión estadounidense South Park. Se emitió originalmente en Comedy Central en los Estados Unidos el 17 de diciembre de 1997. El episodio sigue a Kyle mientras se siente excluido de las celebraciones navideñas de la ciudad debido a que es judío, encontrando consuelo en el Sr. Mojón, un pedazo de heces consciente. El Sr. Mojón no cobra vida en presencia de otros personajes, quienes, en consecuencia, piensan que Kyle está delirando. Mientras tanto, la gente del pueblo elimina todos los aspectos religiosos de la Navidad para seguir siendo políticamente correctos e inofensivos. 
El episodio fue escrito y dirigido por los co-creadores Trey Parker y Matt Stone y fue clasificado como TV-MA LV. El personaje del Sr. Mojón se basó en una idea de la infancia de Parker; cuando Parker y Stone concibieron la serie South Park, tenían la intención de que el Sr. Mojón fuera el personaje principal. Fuertemente influenciado por A Charlie Brown Christmas, «Mr. Hankey, the Christmas Poo» fue el primer episodio navideño de South Park; el primer episodio musical; y el primer episodio, así como el único de la primera temporada, en el que Kenny no muere. Además del Sr. Mojón, el episodio presentó a Craig Tucker y al consejero escolar, el Sr. Mackey, y las canciones «The Lonely Jew on Christmas» y «Kyle's Mom's a Bitch». Sirvió como una sátira de la corrección política y la sensibilidad religiosa.
El episodio recibió críticas generalmente positivas y ha sido descrito como uno de los episodios clásicos de South Park. Fue visto por 4,55 millones de espectadores durante su emisión original, la calificación de audiencia más alta hasta esa fecha para South Park y el cuarto más alto en general para un programa básico de entretenimiento por cable de 1997. John Kricfalusi, el creador de The Ren & Stimpy Show, acusó a Parker y Stone de plagiar su idea, lo que el dúo negó con vehemencia.

## Argumento
Kyle es elegido como San José en la obra de Navidad de la Primaria South Park, pero se ve obligado a retirarse cuando la madre de Kyle, Sheila, expresa enojo porque su hijo judío está participando en una obra de Navidad. En respuesta a la pregunta del Sr. Garrison, Kyle sugiere la canción «Mr. Hankey» como un sustituto secular, pero es rechazada porque nadie más cree en su tema homónimo, un pedazo vivo de heces. Kyle deja la escuela sintiéndose solo y excluido porque no puede celebrar la Navidad con todos los demás.
La alcaldesa McDaniels decide que todo lo que se considere ofensivo se eliminará de las celebraciones navideñas. Kyle sugiere nuevamente que la ciudad use al Sr. Mojón, ya que no discrimina a nadie. En casa, sus padres regañan a Kyle por creer en el Sr. Mojón. Mientras Kyle se cepilla los dientes, el Sr. Mojón sale del inodoro y esparce manchas de heces por todo el baño, por lo que se culpa a Kyle. Kyle decide llevar al Sr. Mojón a la escuela para demostrar su existencia, pero el Sr. Mojón no cobra vida frente a personas que no creen en él. Después de que Cartman canta una canción insultante sobre Sheila, el Sr. Mojón se abalanza sobre él en represalia, lo que todos perciben como Kyle arrojando al Sr. Mojón a Cartman. Kyle es enviado al Sr. Mackey, el consejero de orientación, pero se mete en más problemas cuando el Sr. Mojón se baña en el café de Mackey. Cartman, Stan y Kenny creen que Kyle está loco y lo internan en una institución mental.
Llega la noche de la obra, y con la actuación despojada de todos los símbolos navideños, los niños presentan en su lugar una canción y un baile minimalistas de Philip Glass. Los padres, que no se entretienen con la obra secular, comienzan a convertirse en chivos expiatorios por «arruinar» la Navidad y se produce una pelea. Cuando Chef es informado de la situación, revela que él también cree en el Sr. Mojón. Cuando todos los demás comienzan a creer, el Sr. Mojón se revela y los regaña por perder de vista el verdadero significado de la Navidad. Con la existencia del Sr. Mojón confirmada, Kyle es liberado del manicomio y se une a la gente del pueblo para cantar villancicos mientras el Sr. Mojón se va con Santa Claus. Cartman, Stan y Kyle se dan cuenta de que algo falta. Como El fin aparece, Kenny suspira, lo que indica emoción y alivio de haber sobrevivido a todo el episodio.
Durante los créditos finales, Jesús canta abatido «Cumpleaños feliz» solo en su estudio de televisión.